# Schussangst
Schussangst è un film del 2003 diretto da Dito Tsintsadze.

## Riconoscimenti
- Festival Internazionale del Cinema di San Sebastián
  - Concha de Oro